# اتو دکر
اتو دکر (انگلیسی: Otto Decker؛ زادهٔ ۱۹ سپتامبر ۱۹۳۰) بازیکن فوتبال اهل ایالات متحده آمریکا است.
از باشگاه‌هایی که در آن بازی کرده‌است می‌توان به باشگاه فوتبال وایکام واندررز اشاره کرد.